# Ruotana
Ruotana är en sjö i Finland. Den ligger i kommunen Kjulo i landskapet Satakunta, i den sydvästra delen av landet, 180 km nordväst om huvudstaden Helsingfors. Ruotana ligger 62,9 meter över havet. I omgivningarna runt Ruotana växer i huvudsak barrskog. Arean är 9,4 hektar och strandlinjen är 1,64 kilometer lång. Sjön  ingår i Eura å huvudavrinningsområde. 